# Elophos dognini
Elophos dognini is een vlinder uit de familie spanners (Geometridae). De wetenschappelijke naam is voor het eerst geldig gepubliceerd in 1910 door Thierry-Mieg.
De soort komt voor in Europa.